# František Maria Harrach
František Arnošt Maria Alfred hrabě Harrach z Rohrau a Thannhausenu (německy Franz Ernst Maria Alfred Graf von Harrach zu Rohrau und Thannhausen, 27. července 1870, Traunkirchen – 14. května 1937, Jihlava) byl moravský šlechtic z významného rodu Harrachů, na Moravě vlastnil rozsáhlé velkostatky Velké Meziříčí a Janovice u Rýmařova. Proslul jako vzdělanec se širokým spektrem zájmů, cestovatel a sběratel, působil též v charitě. Do historie vstoupil především jako pobočník následníka trůnu Františka Ferdinanda d’Este, jemuž v roce 1914 v Sarajevu zapůjčil svůj automobil, ve kterém byl arcivévoda i s manželkou zastřelen.

## Původ a mládí
Pocházel ze starobylého šlechtického rodu Harrachů českého původu, od roku 1627 s hraběcím titulem a rozsáhlým majetkem v Rakousku, Čechách a na Moravě. Narodil se v Traunkirchen v Horních Rakousích jako nejstarší potomek hraběte Alfreda Karla Harracha (1831–1914) a jeho manželky, princezny Anny Lobkowiczové (1847–1934). Měl tři mladší sestry, z nichž Leopoldine (1872–1917) byla manželkou dlouholetého moravského místodržitele, hraběte Otto Serényie.
Středoškolské vzdělání získal na gymnáziu ve Vídni, kde pak pokračoval studiem na univerzitě a v roce 1893 dosáhl titulu doktora práv. Ještě za studií začal cestovat, navštívil většinu evropských zemí, projel Afriku a Asii. Mezitím krátce sloužil v armádě, kde dosáhl hodnosti c.k. podplukovníka, v roce 1895 se oženil s hraběnkou Gabrielou von Khevenhüller-Metsch (1874–1896). V souvislosti se sňatkem dostal od otce do vlastní správy velkostatek Janovice. Manželka Gabriela zemřela již rok po svatbě, František Harrach pak znovu cestoval po světě a až v roce 1902 se podruhé oženil s princeznou Sarah Hohenlohe-Schillingsfürst (1880–1908). Měli spolu dvě dcery a rodina tehdy pobývala na zámku Aschach nedaleko Lince, i Sarah ale zemřela předčasně ve věku 27 let. Potřetí se oženil v roce 1910 s hraběnkou Alicí Hardeggovou (1879–1962), s níž měl ještě jednu dceru.

## Kariéra v armádě a veřejná činnost
Od roku 1895 vedl František Harrach správu velkostatku Janovice i s přidruženými průmyslovými podniky, ale až v roce 1908, kdy po strýci Rudolfu Ferdinandovi z Lobkowicz zdědil Velké Meziříčí, se aktivně zapojil do veřejného života na Moravě. Jako majitel rozsáhlých lesních porostů (velkostatky Velké Meziříčí a Janovice měly celkem téměř 16 000 hektarů půdy) se angažoval ve vedení organizací a spolků spojených s lesním hospodařením (protektor ústředního výboru Volného sdružení lesních správ, zakládající člen Ústřední jednoty československého lesnictva). Ve Velkém Meziříčí podporoval i činnost Sokola a další vlastenecké spolky. Kromě toho se angažoval v Rakousku v řadě spolků zaměřených na podporu katolické církve.
V roce 1909 se v okolí Velkého Meziříčí konaly manévry rakousko-uherské manévry za účasti císaře Františka Josefa a německého císaře Viléma II. Kvůli jejich ubytování nechal František Harrach elektrifikovat velkomeziříčský zámek. Při této příležitosti se také seznámil s následníkem trůnu Františkem Ferdinandem, stal se jeho blízkým spolupracovníkem a v roce 1914 jej doprovázel na vojenské manévry do Sarajeva. Stal se pak přímým účastníkem atentátu na následníka trůnu, který Sarajevem projížděl v Harrachově automobilu. Tento vůz je dnes součástí sbírek Vojenského historického muzea ve Vídni (Heeresgeschichtliches Museum), zatímco Harrachův kapesník s následníkovou krví je k vidění na zámku ve Velkém Meziříčí.
Jako příslušník automobilového sboru rakousko-uherské armády byl aktivním účastníkem první světové války, získal několik vyznamenání a již v roce 1914 byl v návaznosti na svou účast při sarajevském atentátu jmenován c. k. tajným radou. Od ledna 1914 byl krátce též poslancem Moravského zemského sněmu.

## Aktivity po zániku monarchie
I když rozpad monarchie a následná pozemková reforma zasáhla do rodového majetku, František Harrach se smířil se vznikem Československé republiky a jako uznávaný odborník v oboru lesní správy byl několikrát vyslán na mezinárodní kongresy, účast na nich spojil i se svou cestovatelskou vášní (v roce 1929 Švédsko a Norsko). Své bohaté sbírky z cest soustředil na zámku v Janovicích a spolu s janovickou knihovnou je již od konce 19. století zpřístupnil veřejnosti. I za první republiky ve Velkém Meziříčí podporoval činnost Sokola, později na zámku zřídil i oddíl sdružení dobrovolných hasičů. V roce 1937 byl jmenován čestným členem Československé zemědělské akademie. Výborně mluvil česky a češtinu prosadil jako úřední jazyk na svých statcích, které se nacházely v převážně českém jazykovém prostředí.
Počátkem května 1937 po návštěvě koncertu Hlaholu ve Velkém Meziříčí se objevily srdeční potíže související s diabetem, původní plán léčení v Poděbradech ale skončil rychlým převozem do nemocnice v Jihlavě, kde František Harrach 14. května 1937 zemřel. Pohřeb ve Velkém Meziříčí 18. května 1937 byl velkou událostí za účasti místních občanů i příbuzných z řad nejvyšší šlechty. Pohřben je v Lobkowiczké hrobce v Netíně nedaleko od Velkého Meziříčí.
Z druhého manželství s princeznou Sarah Hohenlohe-Schillingsfürst (1880–1908) měl dvě dcery. Starší Josefa (1905–2000) se provdala za hraběte Aloise Podstatského-Lichtensteina, zdědila Velké Meziříčí a po roce 1989 získala zdejší zámek zpět v restituci. Mladší dcera Anna Marie (1906-2001) převzala po otcově úmrtí Janovice u Rýmařova, jejím manželem se stal maďarský diplomat Zikmund Rosty-Forgách (1892–1957). Jim byl janovický velkostatek v roce 1945 zkonfiskován, ještě před koncem války ale odtud stihli odvézt většinu bohatých sbírek (ty byly naloženy do třech krytých železničních vozů ve stanici Rýmařov a než dojely na maďarskou hranici byly kompletně vykradeny[zdroj⁠?!]). Nejmladší dcera Alice (1916–2016) z otcova třetího manželství zdědila Aschach v Rakousku, v roce 1959 jej prodala. Jejím manželem byl baron Karl August Dreihann-Holenia (1906–1978) ze starobylého rakouského rodu.